# Kolomenskaja (stanice metra v Moskvě)
Kolomenskaja (rusky Коломенская) je stanice moskevského metra na Zamoskvorecké (druhé) lince. Svůj název nese podle nedaleké městské části Kolomenskoje.

## Charakter stanice
Kolomenskaja je stanice standardní koncepce, mělce založená – 9 m hluboko, hloubená, s dvěma řadami pilířů. Výstup je vyveden jeden, do podpovrchového vestibulu. Obklad v prostoru nástupiště tvoří mramor (osmiboké sloupy) a bílé dlaždice na stěnách za nástupištěm. Kromě nich se nad výstupem také nachází měděný reliéf s patriotickými tématy. Podlahu tvoří červená a šedá žula.
Stanice byla otevřena 11. srpna roku 1969 jako součást úseku druhé linky mezi stanicemi Avtozavodskaja – Kachovskaja. Nedaleko od ní se nachází Nagatinský most, po němž překonává metro řeku Moskvu.